# Holothrix
Holothrix es un género de orquídeas perteneciente a la subfamilia Orchidoideae.

## Especies deHolothrix
A continuación se brinda un listado de las especies del género Holothrix aceptadas hasta mayo de 2011, ordenadas alfabéticamente. Para cada una se indica el nombre binomial seguido del autor, abreviado según las convenciones y usos y la publicación válida.
- Anexo:Especies de Holothrix